# Philippe de Gunzbourg
Philippe de Gunzbourg (17 février 1904 - 10 juillet 1986) est un résistant pendant la Seconde Guerre mondiale qui travailla dans le sud-ouest de la France successivement pour deux réseaux Buckmaster: le réseau Eugène-PRUNUS de Maurice Pertschuk, de novembre 1942 à avril 1943 ; le Réseau Hilaire-Wheelwright de George Starr, d'avril 1943 à la Libération. Il fut connu sous les pseudonymes de « Philibert » dans le réseau PRUNUS, puis « Edgar » dans le réseau Wheelwright.

## Biographie
Philippe est le fils du banquier Pierre de Gunzburg et d'Yvonne Deutsch de La Meurthe, et le petit-fils de Horace Günzburg et d'Émile Deutsch de la Meurthe. 
Il fait ses études à Paris et à Oxford.
Il termine second au 24 Heures du Mans 1933.
Lors de la démobilisation en 1940, il achète le château de Pont-du-Casse, près d'Agen (Lot-et-Garonne).
En novembre 1942, lors du débarquement allié en Afrique du nord, il prend contact, par l'intermédiaire de son cousin Raymond Leven, avec Maurice Pertschuk, chef du réseau PRUNUS à Toulouse, et travaille avec lui sous le pseudonyme « Philibert ».
En avril 1943, après le démantèlement du réseau, auquel il échappe, il passe sous les ordres de George Starr, chef du Réseau Hilaire-Wheelwright, sous le pseudonyme « Edgar ». Il développe son action dans le Gers, le nord des Landes, le Lot-et-Garonne et la Dordogne.
Après la guerre, il se consacre à l'agriculture, l'agro-alimentaire, aux pruneaux. Il est, entre autres, l'un des pionniers de France-Prune, et son premier président. Il assure aussi la fonction de liquidateur du Réseau Hilaire-Wheelwright.
Il meurt le 10 juillet 1986. Il est inhumé au cimetière de Saint-Léon.
Il avait été marié à Marguerite de Gramont, initiatrice du réseau « Margot ».

## Œuvre
- Tourisme et milieu rural. Un débouché rentable pour l'agriculture, écrit avec H. Farcy, collection « La Terre », Flammarion, 1969

## Hommages et distinctions

### Distinctions
- Chevalier de la Légion d'honneur
- Croix de guerre 1939-1945

- Médaille de la Résistance française
- Ordre de l'Empire britannique à titre civil

### Postérité
À Losse (quartier de Lapeyrade) (Landes), une stèle cite Philippe de Gunzbourg, dans le cadre d'un hommage rendu à sept autres agents amenés en France lors de cinq parachutages réalisés entre août 1943 et avril 1944 sur les terrains d'alentour. La stèle, érigée à l'initiative de l’amicale du réseau Hilaire-Buckmaster (c'est-à-dire du réseau Hilaire-WHEELWRIGHT), a été inaugurée le 23 mai 2002.
La ville de Bergerac a donné le nom de Philippe de Gunzbourg à une place.